# Mercedes Molina y Ayala
Mercedes de Jesús Molina y Ayala (Baba, 24 settembre 1828 – Riobamba, 12 giugno 1883) è stata una religiosa ecuadoriana, fondatrice della congregazione delle suore dell'Istituto di Santa Marianna di Gesù. È stata beatificata da papa Giovanni Paolo II il 1º febbraio del 1985, durante il suo viaggio apostolico a Guayaquil.
Il Martirologio Romano pone la sua memoria al 12 giugno.